# Coelorinchus trunovi
Coelorinchus trunovi és una espècie de peix de la família dels macrúrids i de l'ordre dels gadiformes.

## Morfologia
- Els mascles poden assolir 44 cm de llargària total.[5][6]

## Hàbitat
És un peix d'aigües profundes que viu entre 42 -552 m de fondària.

## Distribució geogràfica
Es troba des de KwaZulu-Natal (Sud-àfrica) fins al nord de Moçambic.